# Автоворонка продаж
Автоворонка продаж (анг. automatic sales funnel) — автоматическая система работы с потенциальным клиентом (лидом) в сети Интернет, организованная с помощью чат-ботов, а также с использованием инструментов таргетированной рассылки по email,  серии вебинаров.  Посредством чат-ботов происходит знакомство и ознакомление клиента с товаром (услугой) и дальнейшее его (ее) приобретение.
Характерной особенностью автоворонки от обычной воронки продаж является частичное или полное отсутствие человеческого фактора в реализации продаж, что помогает экономить финансовые ресурсы на найме отдела продаж и проводить быструю обработку большего количества потенциальных клиентов.
Механизм работы автоворонки решает два основных вопроса конверсионного интернет-маркетинга – мгновенное преобразование посетителей сайта в потенциального клиента (лида) и дальнейшая оптимизации процесса их обслуживания. Как правило, чат-бот внедряется в разнообразные мессенджеры. Их можно встретить на таких Интернет-платформах как социальные сети или лендинг.

## Алгоритм работы с потенциальными клиентами
Автоворонка включает в себя следующие пять основных этапов работы.

### Этап 1. Работа с посетителями сайта
Быстрый сбор лидов происходит за счет использования автоворонкой системы, которая преобразовывает посетителей сайтов в потенциальных клиентов.
Сбор лидов включает следующие этапы:
1. Знакомство клиента с продуктом/услугой;
2. Создание лид-магнита;
3. Отправка сообщения с лидом-магнитом пользователю;
4. Получение реакции пользователя на сообщение.

### Этап 2. Работа с лидами
За счет знакомства с продуктом через лид-магнит лиды преобразуются в прогретых лидов с заинтересованностью в товаре/услуге. Причем для каждой ниши лучше работают определенные типы лид-магнитов.

### Этап 3. Работа с прогретыми лидами
На этом этапе автоворонки реализуется работа с прогретыми лидами через систему трипваер (tripwire).

### Этап 4. Продажа основного продукта
Благодаря системе трипваер (tripwire) доверие лида повышается и он готов сделать покупку основного продукта, к которой его готовила автоворонка.

### Этап 5. Продажа дополнительного продукта
Более продвинутый этап. Автоворонка преобразует продажу основного продукта совместно с дополнительным продуктом (товара/услуги), который является максимизатором прибыли.

## Дополнительные функции
Существуют дополнительные механизмы работы с не конвертируемыми пользователями, которые будут стимулировать их в совершении покупки основного продукта, а также функция «дорожка возврата», которая привлекает постоянных клиентов и покупателей.